# Чвертник зіркомоховий
Чвертник зіркомоховий (Tetraplodon mnioides) — вид мохів порядку парасольчикальних (Splachnales).

## Поширення
Батьківщиною є Європа, Африка, Північна Америка, Південна Америка, Азія.
Населяє гній м'ясоїдних тварин, старі кістки, гранули сови, сухі альпійські, бореальні, арктичні біотопи; від низьких до високих висот.

## Характеристика
Рослини 1–4(8) см, світло-зелені чи жовто-зелені. Листки видовжено-яйцеподібні, увігнуті, 1–2 × 3–5 мм; поля цілі; верхівка різко шилувата. Статевий стан автоічний. Коробочкові ніжки зазвичай темно-червоні з віком, 1–5 см. Коробочка червона, з віком темна або чорна, довго-яйцеподібна. Спори 9–12 мкм, гладкі чи злегка сосочкові. Коробочки дозрівають влітку.